# Grenadă ofensivă F1
Grenada ofensivă F1 este un model de grenadă de mână utilizată inițial de Armata Franceză în timpul Primul Război Mondial. Concepută pentru a fi utilizată în lupte de apropiere, grenada F1 este caracterizată printr-o construcție simplă și eficientă.

## Descriere generală
Grenada ofensivă F1 are un corp cilindric fabricat din tablă de oțel, umplut cu aproximativ 60 de grame de TNT. Spre deosebire de grenadele defensive, grenada F1 este proiectată pentru a produce o explozie controlată, generând o presiune mare fără a dispersa fragmente în mod periculos, ceea ce o face ideală pentru luptele în spații închise sau în tranșee.

## Istorie
Modelul F1 a fost dezvoltat în 1915, ca răspuns la nevoile operaționale din tranșeele Primului Război Mondial. Acest tip de grenadă a fost utilizat în principal de forțele franceze, dar și de alte armate aliate. În decursul timpului, F1 a servit ca bază pentru dezvoltarea altor grenade similare.

## Mod de utilizare
Grenada este echipată cu un fitil mecanic și un sistem de siguranță simplu. După îndepărtarea cuiului de siguranță, utilizatorul aruncă grenada, activând temporizatorul care declanșează explozia după câteva secunde. Raza eficientă de acțiune este de aproximativ 30-40 de metri, iar designul său minimizează riscul pentru utilizator în cazul detonării apropiate.

## Utilizare modernă
Deși modelul F1 a fost înlocuit de alte grenade mai avansate, conceptul său rămâne relevant, fiind sursa de inspirație pentru multe alte modele de grenade ofensive.